# 扎西岗乡 (噶尔县)
扎西岗乡（藏語：བཀྲ་ཤིས་སྒང་），是中华人民共和国西藏自治区阿里地区噶尔县下辖的一个乡镇级行政单位。1960年曾设扎西岗区，下辖扎西岗乡、典角乡、朗玛乡、加木乡共4乡，后撤销。

## 行政区划
扎西岗乡下辖以下地区：
扎西岗村、鲁玛村和典角村。